# Les Landau
Les Landau (geb. vor 1976) ist ein US-amerikanischer Fernsehregisseur. Bekannt wurde er vor allem als Regisseur mehrerer Episoden diverser Star-Trek-Fernsehserien.

## Leben
Les Landaus Vater ist der Fernsehproduzent Ely A. Landau. Er hat einen Bruder sowie drei weitere Halbgeschwister aus der Ehe seines Vaters mit der Fernsehproduzentin Edie Landau, darunter den Filmproduzenten Jon Landau und die Dramatikerin Tina Landau.
Landau begann seine Karriere 1976 als Regieassistent beim Film Leadbelly. Es folgten Arbeiten als Regieassistent für die Fernsehserien Der Denver-Clan und T.J. Hooker.
1987 ersetzte er während der laufenden Produktion Russ Mayberry als Regisseur der Episode Der Ehrenkodex, der vierten Folge der ersten Staffel der Star-Trek-Fernsehserie Raumschiff Enterprise – Das nächste Jahrhundert. Bis 1993 inszenierte er noch 21 weitere Episoden der Serie, darunter beide Teile der Doppelfolge Gefahr aus dem 19. Jahrhundert, und ist damit nach Cliff Bole der Regisseur mit den zweitmeisten Regieeinsätzen bei Das nächste Jahrhundert.
Ab 1989 war Landau für einzelne Episoden zahlreicher Fernsehserien verantwortlich, so unter anderem 1989 für eine Folge von MacGyver und 1993 für Episoden von Superman – Die Abenteuer von Lois & Clark und SeaQuest DSV. Zwischen 1993 und 2000 inszenierte er 14 Episoden von Star Trek: Deep Space Nine und neun Episoden von Star Trek: Raumschiff Voyager.
1998 produzierte er das Filmdrama Archibald the Rainbow Painter, bei dem er auch Regie führte.
Nachdem er 2002 eine Episode von Star Trek: Enterprise inszeniert hatte (Folge 14, Staffel 1), beendete er seine Tätigkeit als Regisseur.

## Filmografie (Auswahl)
- 1987–1993: Raumschiff Enterprise – Das nächste Jahrhundert (Star Trek: The Next Generation, Fernsehserie, 22 Folgen)
- 1989: MacGyver (Fernsehserie, 1 Folge)
- 1990: Super Force (Fernsehserie, 1 Folge)
- 1992: Covington Cross (Fernsehserie, 2 Folgen)
- 1993–1998: Star Trek: Deep Space Nine (Fernsehserie, 14 Folgen)
- 1993: Superman – Die Abenteuer von Lois & Clark (Lois & Clark: The New Adventures of Superman, Fernsehserie, 1 Folge)
- 1993: SeaQuest DSV (Fernsehserie, 1 Folge)
- 1994–1997: Beverly Hills, 90210 (Fernsehserie, 5 Folgen)
- 1994: Galaxy Beat (Fernsehfilm)
- 1994: M.A.N.T.I.S. (Fernsehserie, 1 Folge)
- 1995: Sliders – Das Tor in eine fremde Dimension (Sliders, Fernsehserie, 1 Folge)
- 1995: Pointman (Fernsehserie, 1 Folge)
- 1995–1996: Lisa – Der helle Wahnsinn (Fernsehserie, 2 Folgen)
- 1995–1997: J.A.G. – Im Auftrag der Ehre (Fernsehserie, 2 Folgen)
- 1995–2000: Star Trek: Raumschiff Voyager (Star Trek: Voyager, Fernsehserie, 9 Folgen)
- 1997: Spy Game (Fernsehserie, 1 Folge)
- 1998: Archibald the Rainbow Painter
- 1998: Das Netz – Todesfalle Internet (The Net, Fernsehserie, 1 Folge)
- 2001: Dark Angel (Fernsehserie, 1 Folge)
- 2001: Charmed – Zauberhafte Hexen (Charmed, Fernsehserie, 1 Folge)
- 2002: Star Trek: Enterprise (Enterprise, Fernsehserie, 1 Folge)